# Melayro Bogarde
Melayro Chakewno Jalaino Bogarde (ur. 28 maja 2002 w Rotterdamie) – holenderski piłkarz surinamskiego pochodzenia występujący na pozycji obrońcy w niemieckim klubie TSG 1899 Hoffenheim. Wychowanek Feyenoordu. Młodzieżowy reprezentant Holandii.